# Lloydminster Airport
Lloydminster Airport är en flygplats i staden Lloydminster i Kanada. Den ligger i provinsen Alberta, i den centrala delen av landet, 2 600 km väster om huvudstaden Ottawa. Lloydminster Airport ligger 668 meter över havet.